# Prototyla
Prototyla és un gènere d'arnes de la família Crambidae.

## Taxonomia
- Prototyla alopecopa Meyrick, 1933
- Prototyla haemoxantha Meyrick, 1935